# Bombus exil
Bombus exil är en biart som först beskrevs av Aleksandr Skorikov 1923.
Bombus exil ingår i släktet humlor och familjen långtungebin. Inga underarter finns listade i Catalogue of Life.

## Beskrivning
Bombus exil är randig i svart och ljusgrått. 

## Utbredning
Arten förekommer i Ryssland (östra Sibirien), Mongoliet, Kina (Inre Mongoliet), Korea, Centralasien, Afghanistan, Pakistan och Indien. I norr kan den nå gränsen till Arktis.